# Marie-Joseph-Antoine Schickele
Marie-Joseph-Antoine Schickele, francoski general, * 1880, † 1966.